# Priapella

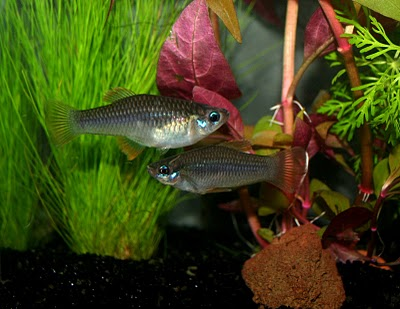
Olmekenkärpfling (Priapella olmecae)

Priapella ist eine Gattung der Lebendgebärenden Zahnkarpfen. Die Arten der Gattung bewohnen hauptsächlich klare, schnell fließende Bäche auf der atlantischen Abdachung im südlichen Mexiko.

## Beschreibung
Alle Priapella-Arten besitzen eine blau leuchtende Iris. Der Geschlechtsdimorphismus ist im Gegensatz zu vielen anderen Lebendgebärenden Zahnkarpfen nicht besonders stark ausgeprägt, lediglich am Gonopodium lassen sich Männchen und Weibchen sicher unterscheiden. Die Körpergrundfarbe ist beige bis oliv mit einer helleren Bauchseite sowie einem etwas dunkleren Längsband. Die Fische erreichen eine Länge von bis zu sieben Zentimeter, Männchen bleiben etwas kleiner.

## Arten
Die Gattung Priapella umfasst folgende sechs Arten, wobei eine als ausgestorben gilt:
- Priapella bonita † (Meek, 1904) (Graziler Leuchtaugenkärpfling)
- Priapella chamulae Schartl, Meyer & Wilde, 2006
- Priapella compressa Álvarez, 1948 (Gedrungener Blauaugenkärpfling)
- Priapella intermedia Álvarez & Carranza, 1952 (Blauaugenkärpfling)
- Priapella lacandonae Meyer, Schories & Schartl, 2011[3]
- Priapella olmecae Meyer & Espinosa Pérez, 1990 (Olmekenkärpfling)

## Aquaristische Bedeutung
Priapella-Arten werden nur selten im Aquarienfachhandel angeboten. Da sie in der Natur auf Anflugnahrung (Insekten, die auf die Wasseroberfläche fallen) spezialisiert sind, sind sie nicht einfach im Aquarium zu halten.